# Cerro del Toro

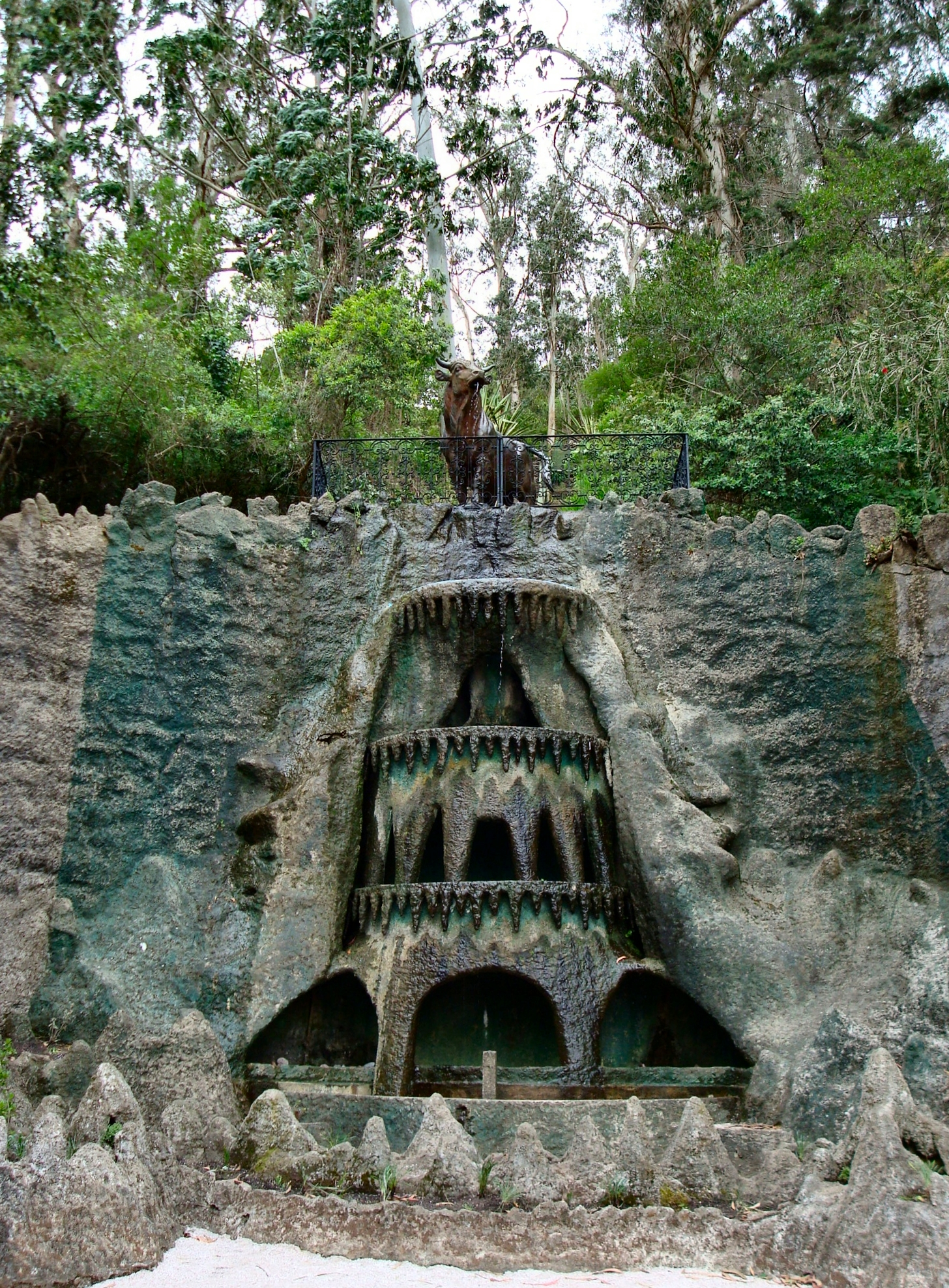
Bronzestatue auf dem Gipfel

Der Cerro del Toro ist ein Berg in Uruguay.
Der 195 m hohe Berg befindet sich im Departamento Maldonado in der Nähe der Stadt Piriápolis und ist damit dort die zweithöchste Erhebung.
Er gehört der Sierra de las Ánimas an, genauso wie auch der Cerro Pan de Azúcar und die weiteren kleineren Berge im Umfeld der Stadt.
Auf seinem Gipfel befindet sich eine 3000 kg schwere Bronzestatue, die einen Stier in Lebensgröße darstellt. Aus dessen Mund fließt Mineralwasser, weshalb die Statue auch als Fuente del Toro bezeichnet wird.
Von der Nordseite her ist der Berg mit dem Auto befahrbar.